# Hiện tượng quan sát thấy UFO ở Bỉ
Đây là danh sách những trường hợp được cho là đã nhìn thấy vật thể bay không xác định hoặc UFO ở Bỉ.

## 1989-1990
- Một loạt UFO hình tam giác đen đã được ghi nhận trên bầu trời nước Bỉ trong khoảng thời gian năm 1989-1990.[1] Những UFO này bị máy bay chiến đấu F-16 truy đuổi và chụp ảnh. Chúng còn bị nghi ngờ là một chiếc F-117 tàng hình đang sử dụng đường cao tốc của Bỉ làm đường bay.

### 30-03-1990
- Người ta nhìn thấy hàng loạt các hình tam giác đen lớn, im lặng, bay thấp ở Ans, Wallonia, được nhiều máy bay tiêm kích đánh chặn và radar của NATO theo dõi, và do quân đội Bỉ tiến hành điều tra. Có sự tồn tại bằng chứng hình ảnh về những UFO này. Một cuộc tiếp xúc cự ly gần đã được báo cáo.[2]